# Vica Kerekes
Vica Kerekes geborene Eva Kerekesová (anhörenⓘ * 28. März 1981 in Fiľakovo) ist eine slowakisch-ungarische Film- und Theaterschauspielerin.

## Leben
Vica Kerekes kam in Fiľakovo zur Welt; ihre Mutter ist Ungarin und ihr Vater halb Ungar, halb Slowake. Durch ihre Mutter, die als Lehrerin arbeitete und eine ehrenamtliche Regisseurin war, kam sie zum Theater. In der Folge studierte sie nach ihrem Schulabschluss an der Hochschule für Musische Künste in Bratislava. Nach dem erfolgreichen Beendigen des Studiums zog sie nach Budapest und war dort als Theaterschauspielerin tätig. Dort verkörperte sie zum Beispiel im Jahr 2005 im Theaterstück Hamlet die Rolle der Isolde. Nachdem sie das Arbeiten am Theater Stück für Stück für ihre Karriere im Film und Fernsehen aufgab, war sie 2020 kurzzeitig am Slowakischen Nationaltheater tätig.
Bereits während ihres Studiums hatte sie ihre ersten Tätigkeiten als Filmschauspielerin. So wirkte sie unter anderem 2004 in dem Film Konečná stanica mit. In Tschechien wurde sie einem breiten Publikum durch die Komödie Nestyda bekannt, in der sie die Rolle Kočička übernahm. Bei dieser Rolle handelte es sich um die Geliebte der Hauptfigur Oskar. Im darauffolgenden Jahr war Vica Kerekes in der tschechisch-slowakischen Serie Odsouzené (slowakisch Odsúdené) zu sehen und verkörperte dort in 30 Folgen die Rolle Anikó „Maďarka“ Nagy. Ferner wirkte sie auch in den ungarischen Science-Fiction-Thriller 1 mit und übernahm dort die Rolle Maya Satin. Der Film wurde unter anderem 2009 auf dem Sitges Festival Internacional de Cinema Fantàstic de Catalunya und 2010 auf dem Göteborg International Film Festival gezeigt. In dem 2011 veröffentlichten Film Muži v naději, der auch unter dem internationalen Namen Men in Hope bekannt ist, verkörperte sie die Hauptrolle Šarlota. Der Film wurde bei den 2011 verliehenen Český lev 2010 mit dem Český lev in der Kategorie „divácky nejúspěšnější film“ („erfolgreichster Film bei den Zuschauern“) ausgezeichnet.
Zudem wirkte Vica Kerekes in dem tschechisch-slowakischen Drama 7 dní hříchů, das auch unter dem Festivalnamen 7 days of Sin bekannt ist, mit. Für ihre Darstellung der Hauptrolle Agnes wurde sie für den Český lev 2012 in der Kategorie „ženský herecký výkon v hlavní roli“ („beste weibliche Hauptrolle“) nominiert. Bei der Verleihung am 2. März 2013 musste sie sich Gabriela Míčová, die für ihre Hauptrolle in dem Film Odpad město smrt ausgezeichnet wurde, geschlagen geben. In der Rolle Eva war sie in dem 2016 veröffentlichten Film Deckname Holec an der Seite von Johannes Zeiler und Kryštof Hádek zu sehen. Der Film wurde unter anderem 2016 auf dem polnischen Filmfestival Camerimage gezeigt. Im Jahr 2017 war sie in der slowakischen Serie 1890, die auf dem slowakischen Sender TV JOJ ausgestrahlt wurde, zu sehen und verkörperte dabei in allen 13 Folgen der ersten Staffel die Rolle Mária Černá. Ferner wirkte sie in dem Science-Fiktion-Drama Běžná selhání mit, das auch unter dem internationalen Titel Ordinary Failures bekannt ist. Unter dem internationalen Titel lief der Film auch auf den Internationalen Filmfestspielen von Venedig 2022 in der Sektion „Giornate degli Autori“. Der Film lief auch im Jahr 2022 auf dem International Film Festival of India.

## Synchronstimme
Weil bisher nur wenige Filme mit Vica Kerekes ins deutsche synchronisiert wurden, hat sie bisher keine feste Synchronstimme. In dem Film Resistance – Widerstand wurde sie in ihrer Rolle Mila von Friederike Sipp synchronisiert.